# Volcán Santo Tomás
Volcán Santo Tomás är en vulkan i Guatemala. Den ligger i den sydvästra delen av landet, 100 km väster om huvudstaden Guatemala City. Toppen på Volcán Santo Tomás är 3 542 meter över havet.
Terrängen runt Volcán Santo Tomás är huvudsakligen bergig, men åt nordost är den kuperad. Runt Volcán Santo Tomás är det ganska tätbefolkat, med 120 invånare per kvadratkilometer. Närmaste större samhälle är Quetzaltenango, 14,3 km norr om Volcán Santo Tomás. I omgivningarna runt Volcán Santo Tomás växer i huvudsak städsegrön lövskog.